# Journal of Medicinal Chemistry
Journal of Medicinal Chemistry je recenzirani medicinski časopis koji pokriva istraživanja u polju medicinske hemije. Objavljuje je ga Američko hemijsko društvo. Osnovan je 1959. godine kao Journal of Medicinal and Pharmaceutical Chemistry, dok je sadašnji naziv dobio 1963. godine. Glavni urednici su Gunda I. Georg (Univerzitet Minesote) i Šomeng Vang (Univerzitet Mičigena). Njima je predhodio Filip S. Portogis (Univerzitet Minesote). On je služio kao glavni uredni u periodu 1972-2011. Prema Journal Citation Reports, časopis je 2014. godine imao faktor uticaja od 5.447, te se rangira kao treći među 59 časopisa iz kategorije medicinske hemije.

## Spoljašnje veze
- Званични веб-сајт